# Großer Faschistischer Rat

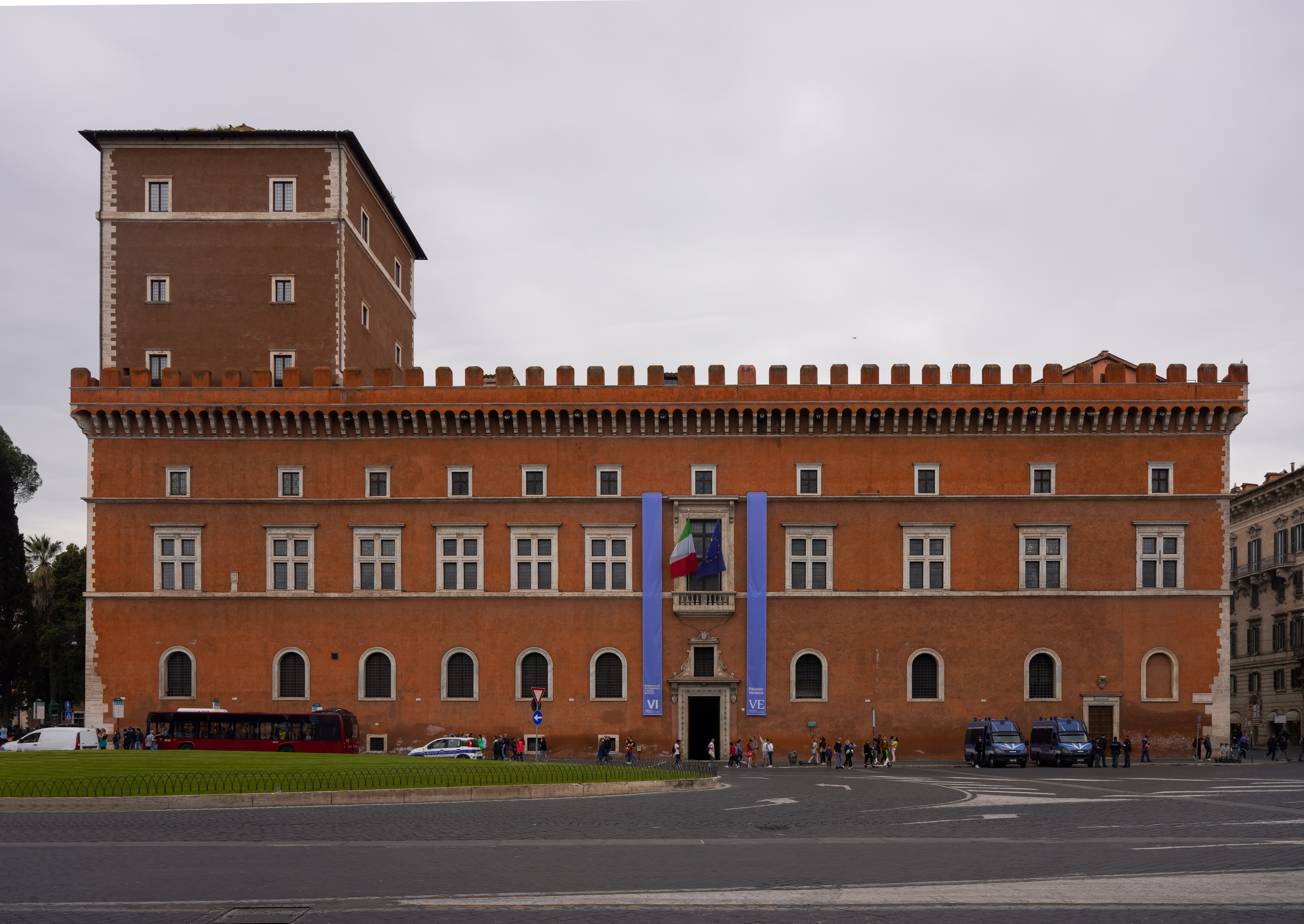
Der Palazzo Venezia in Rom war bis 1943 der Amtssitz Mussolinis und auch des Großen Faschistischen Rats.

Der Große Faschistische Rat (italienisch Gran Consiglio del Fascismo) war der Unterbau zu Benito Mussolinis faschistischer Regierung in Italien. Mussolini war seit dem 30. Oktober 1922 Ministerpräsident. Der Rat wurde am 27. Dezember 1922 gebildet. Das in der Verfassung des Königreichs Italien (Statuto Albertino) nicht vorgesehene Gremium wurde durch das verfassungsdurchbrechende Gesetz vom 9. Dezember 1928 als staatliches Organ anerkannt. Der Rat übte große Macht auf alle Institutionen des italienischen Staates aus.

## Aufbau
Folgende Mitglieder gehörten dem Rat an:

### Führer und Regierungschef
- Benito Mussolini (bis 25. Juli 1943)

### DieQuadrumviri
Die vier Anführer des Marschs auf Rom von 1922:
- Michele Bianchi
- Emilio De Bono
- Cesare Maria De Vecchi
- Italo Balbo

### Vertreter von Staats- und Parteigremien
- Die Präsidenten von
  - Senat
  - Abgeordnetenkammer, zwischen 1939 und 1943 Camera dei Fasci e delle Corporazioni

- Die Minister folgender Bereiche:
  - Justiz
  - Auswärtiges
  - Land- und Forstwirtschaft
  - Bildung
  - Volkskultur

- Die Vorsitzenden folgender Institutionen und Vereinigungen:
  - Accademia Nazionale dei Lincei (zwischen 1939 und 1943 mit der Accademia d’Italia zwangsvereinigt)
  - Sondergericht für die Staatssicherheit (Tribunale Speciale per la Sicurezza dello Stato)
  - Korporation der Industriellen
  - Landwirtschaftliche Arbeiter
  - Industriearbeiter
  - Landwirte

- Der Befehlshaber der Milizia Volontaria per la Sicurezza Nazionale

- Der Generalsekretär der Nationalen Faschistischen Partei (zugleich auch Generalsekretär des Großrates)

### Einzelpersonen
- Verschiedene von Mussolini persönlich ausgewählte Einzelpersonen

## Aufgaben
Im Wesentlichen hatte der Große Faschistische Rat folgende Aufgaben und Befugnisse:

### Innerhalb der Nationalen Faschistischen Partei
- Wahl der faschistischen Parteiabgeordneten
- Wahl des Generalsekretärs der Partei und anderer Parteiämter
- Absegnung der Parteisatzung
- Richtlinienkompetenz in der Parteipolitik

### Außerhalb der Nationalen Faschistischen Partei

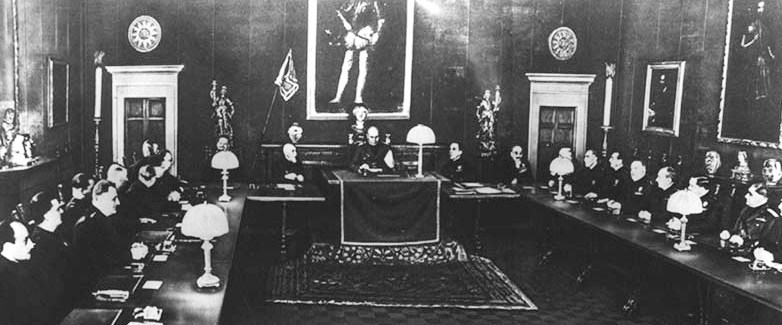
Die Sitzung des Großen Faschistischen Rats am 9. Mai 1936, in der das italienische „Impero“ proklamiert wurde

- Anhörung bei der Wahl des Thronfolgers
- Wahl des Premierministers
- Auswahl der von den Berufsverbänden vorgeschlagenen Abgeordneten für die Kammer (siehe Literatur unten)
- Entscheidung über Funktion und Zusammensetzung des Großrates
- Entscheidung über Kompetenzen des Premierministers, über internationale Verträge und außenpolitische Angelegenheiten

In einer Sitzung im Mai 1936 wurde zum Beispiel das italienische „Impero“ proklamiert.
Der Großrat wurde durch den Premierminister einberufen. Sämtliche Verordnungen und Gesetze konnten nur mit seiner Zustimmung in Kraft treten.
Dem Großen Faschistischen Rat gelang dennoch die unblutige Entmachtung Mussolinis, indem er diesen durch eine, seine Ablösung fordernde Resolution überrumpelte. Darauf folgte Mussolinis Entlassung durch den König.

## Entscheidungsmodus

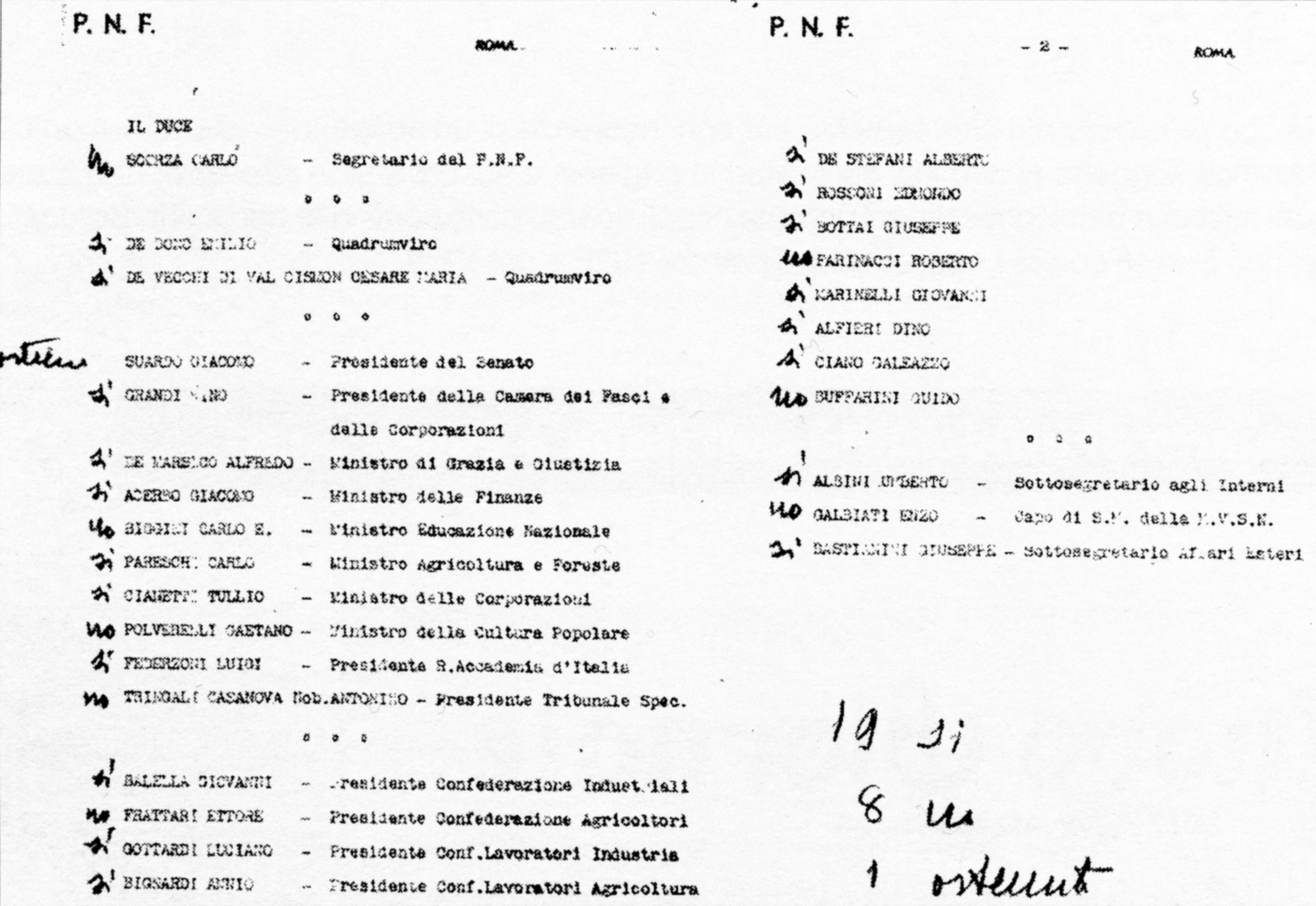
Aus dem Protokoll der letzten Sitzung des Großen Faschisten Rates vom 24./25. Juli 1943, in der Benito Mussolini abgesetzt wurde. Aus den Randnotizen ergibt sich das jeweilige Stimmverhalten (si=ja, no=nein).

Normalerweise ergingen die Beschlüsse einstimmig zugunsten der von Mussolini in der jeweiligen Tagesordnung vorgelegten Punkte.
Lediglich zwei Ausnahmen gab es:

### Position zu den Freimaurern
In der Sitzung vom 13. Februar 1923 wurde beschlossen, dass die Zugehörigkeit zu den Freimaurern mit der Parteimitgliedschaft in der Nationalen Faschistischen Partei (Partito Nationale Fascista, PNF) unvereinbar war. Einige Mitglieder des Rates stimmten gegen den Vorschlag, weil sie Freimaurer waren (Balbo, Acerbo, Rossi, Dudan), andere stimmten, obwohl oder gerade weil ebenfalls Freimaurer, für die Unvereinbarkeit.

### Mussolinis Absetzung
Ein für Mussolini vernichtendes Ergebnis brachte die am Nachmittag des 24. Juli 1943 beginnende letzte Zusammenkunft des Großen Faschistischen Rates. Nach langer Diskussion beschloss man in den frühen Morgenstunden des 25. Juli 1943 mit neunzehn gegen acht Stimmen auf Antrag von Dino Grandi, bei einer Enthaltung, die Absetzung des Duce und die Rückgabe der Macht an den König Vittorio Emanuele III., der Mussolini durch Pietro Badoglio ersetzen und mit den Alliierten Frieden schließen wollte. Unter den neunzehn Stimmen für die Absetzung Mussolinis waren unter anderen die seines Schwiegersohns, des ehemaligen Außenministers Galeazzo Ciano, und die des hochbetagten „Marschalls von Italien“ Emilio De Bono.
Nach der Absetzung wurde Mussolini auf Veranlassung des italienischen Königs auf dem Gran Sasso in den Abruzzen inhaftiert, aber, trotz Geheimhaltung, am 12. September 1943 von den Deutschen im Unternehmen Eiche befreit, worauf er in Norditalien einen faschistischen Marionettenstaat installierte, die Republik von Salò. Fünf der „Neunzehn Abtrünnigen“ wurden in dem am 8. Januar 1944 beginnenden dreitägigen Schauprozess von Verona zum Tode verurteilt und am 11. Januar 1944 hingerichtet.